# Bitwa pod Orzechowem
Bitwa pod Orzechowem – bitwa stoczona 13 września 1769 roku w trakcie konfederacji barskiej.
Antoni Pułaski, Franciszek Ksawery Pułaski oraz Kazimierz Pułaski maszerowali na Kobryń z zamiarem aktywizacji działań powstańczych na obszarze Wielkiego Księstwa Litewskiego. Na wieść o idących od wschodu wojskach rosyjskich Aleksandra Suworowa i od południowego zachodu sił Karola Augusta von Rönnego konfederaci przystąpili do odwrotu na południe. Pod Orzechowem dogonił Polaków Suworow. Konfederaci, nie zdając sobie sprawy ze słabości sił Suworowa, prowadzili jedynie walki odwrotowe, przeważnie za pomocą ognia piechoty korzystającej z ciaśnin w terenie obfitującym w lasy i bagna.
Suworow oskrzydlił wojska polskie z pomocą jegrów i kozaków, dwukrotnie zmuszając ich do opuszczenia zajmowanych pozycji. Po 7 godzinach marszu przerywanego walką Pułascy zdołali się wreszcie oderwać od Rosjan. Podczas przeprawy przez Bug dotarła do konfederatów wieść o zbliżających się wojskach Rönnego, w związku z czym ruszyli nocą na północ w kierunku Włodawy.
We Włodawie doszło wśród powstańców do zamieszania, w wyniku którego część ruszyła na zachód w kierunku Łomaz, a reszta pozostała na miejscu. Niespodziewany atak Rönnego od północy doprowadził do rozbicia stacjonujących we Włodawie powstańców. Podobny los spotkał grupą idącą na Łomazy, która została zawrócona przez część jazdy Suworowa.